# Miquel-Lluís Muntané

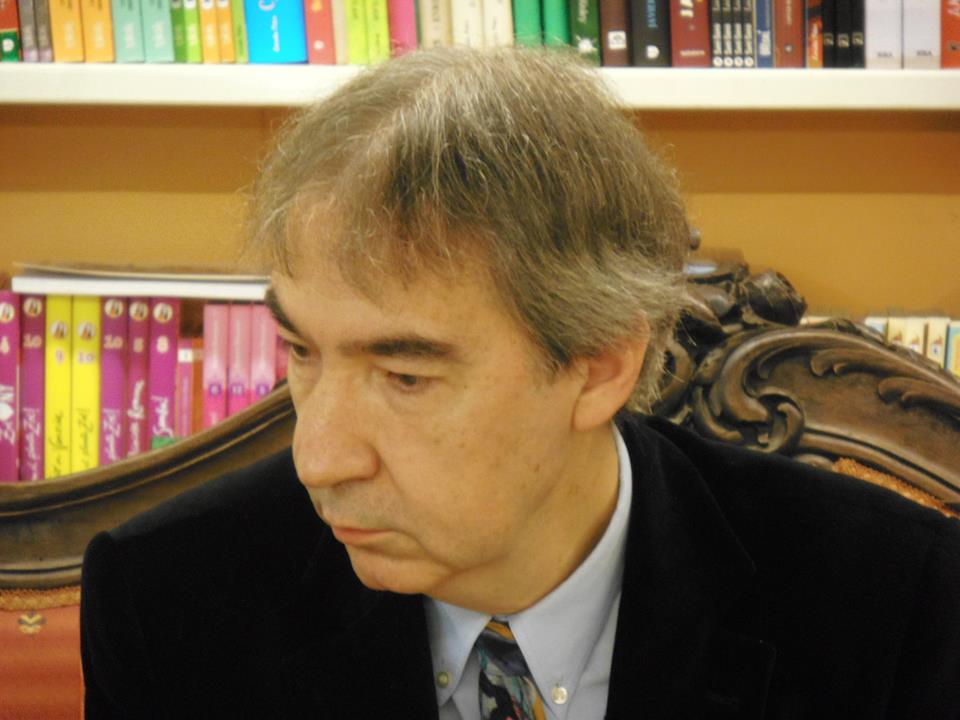

Miquel-Lluís Muntané (Barcelona, 1956) is een Spaans schrijver.

## Levensloop
Muntané is een Catalaanse socioloog, schrijver en vertaler. Hij schrijft fictie, poëzie, toneelstukken en essays in het Catalaans en vertaalt literatuur uit het Frans. Hij heeft gewerkt als redacteur, als een documentalist op de afdeling Cultuur van de autonome regering van Catalonië en als professor aan het Instituut Pedagogische Wetenschappen van de Universiteit van Barcelona. Hij verschijnt regelmatig in de media met zijn literaire en muzikale opiniestukken. Hij is leidinggevend en adviseur in diverse culturele instellingen, waaronder de Catalaanse Federatie van UNESCO Verenigingen, waarvan hij erevoorzitter is.

## Overzicht publicaties
- L'esperança del jonc (poëzie, 1980)
- Crònica d'hores petites (fictie, 1981)
- Llegat de coratge (poëzie, 1983)
- A influx del perigeu (poëzie, 1985)
- De portes endins (toneelstukken , 1987)
- Antoni Coll i Cruells, el valor d'una tasca (biografía, 1987)
- L'espai de la paraula (artikelen, 1990)
- Actituds individuals per la pau (essays , 1991)
- La penúltima illa (toneelstukken , 1992)
- L'altra distància (poëzie, 1994)
- Millor actriu secundària (roman, 1997)
- El foc i la frontera (poëzie, 1997)
- UNESCO, història d'un somni (essays , 2000)
- Madrigal (fictie, 2001)
- Migdia a l'obrador (poëzie, 2003)
- La fi dels dies llargs (roman, 2005)
- La seducció dels rius (memoires, 2006)
- Cultura i societat a la Barcelona del segle XVII (essays, 2007)
- Encetar la poma. Escrits sobre cultura (artikelen, 2008)
- El tomb de les batalles (poëzie, 2009)
- La hiedra obstinada (poëzie, 2010) (vertaling van "L'altra distància" en "Migdia a l'obrador" door J.A. Arcediano en A. García-Lorente)
- Hores tangents (poëzie, 2012)
- De sèver i de quars. Apunts memorialístics 1981-1999 (memoires , 2015)
- Qualitats de la fusta (poëzie, 2016)
- El moviment coral dins el teixit social català (essays, 2016)
- Frontisses. Mirades a una primavera (memoires, 2018)
- Miquel Pujadó, el bard incombustible (biografía, 2019)
- Diu que diuen... (fictie voor kinderen, 2019)
- Horas tangentes (poesia, 2020) (vertaling)
- Passatges (poesia, 2020)